# Ekkhard Schmidt-Opper
Ekkhard Schmidt-Opper, född den 29 januari 1961 i Dornburg-Frickhofen, Tyskland, är en västtysk landhockeyspelare.
Han tog OS-silver i herrarnas landhockeyturnering i samband med de olympiska landhockeytävlingarna 1984 i Los Angeles.
Han tog OS-silver i herrarnas landhockeyturnering i samband med de olympiska landhockeytävlingarna 1988 i Seoul.